# Туехар
Туехар, Тойша (ісп. Tuéjar (офіційна назва), валенс. Toixa) — муніципалітет в Іспанії, у складі автономної спільноти Валенсія, у провінції Валенсія. Населення — 1201 особа (2010).

## Географія
Муніципалітет розташований на відстані близько 240 км на схід від Мадрида, 65 км на північний захід від Валенсії.

## Демографія
Динаміка населення (INE ):